# Hlavní budova Slovenského národního muzea
Hlavní budova Slovenského národního muzea (původně budova Zemědělského muzea) je budova na Dunajském nábřeží v Bratislavě, ve které dnes sídlí Přírodovědecké muzeum Slovenského národního muzea a Generální ředitelství SNM.
Původně byla postavena pro pobočku Českého zemědělského muzea, kterou založila v roce 1924 Společnost Slovenského vlastivědného muzea. V roce 1961 se muzeum spojilo se Slovenským národním muzeem v Martině pod společným názvem Slovenské národné múzeum se sídlem v Bratislavě. V současnosti zde sídlí Generální ředitelství Slovenského národního muzea a Prírodovedné múzeum, které je se sbírkou 2,4 mil. předmětů největší svého zaměření na Slovensku.

## Architektonická soutěž
Projekt byl realizován v letech 1925–1927 podle návrhu architekta Milana Michala Harminca přesto, že podle soutěžní poroty byl uznán za nejlepší a doporučen k dalšímu zpracování projekt Pavla Janáka. Svou roli zde sehrála klasicistní forma, která odpovídala názoru zachycenému v regulativech, ale i místní společenská situace a osobní kontakty Harminca s iniciátory stavby, předními politiky Milanem Hodžou a Vávro Šrobárem. Harminc dokonce sám vybral parcelu na výstavbu muzea a počátkem roku 1924 vypracoval i jeho architektonický návrh. Po vyhlášení výsledků byla realizace navzdory všemu zadána Harmincovi. Kvůli výhradám iniciátorů stavby svůj původní návrh ještě modifikoval podle návrhů ze soutěže. Expozice slavnostně otevřeli 4.5.1930.

## Architektonické řešení
Stavba, postavená v duchu oficiální monumentality, je třípodlažní hmotou, která vyrůstá z masivní podnože. Dispozičně využívá nepravidelný lichoběžníkový tvar pozemku s velkým centrální sálem v přízemí, kolem kterého obíhá jako konstrukční dvojtrakt.
Hlavní čelo budovy je důsledně symetrické. Nad vstupním portikem s předsazeným schodištěm se táhnou přes dvě podlaží dva kanelované novodórské polosloupy, podpírající mohutný tympanon. V něm byl původně umístěn reliéf Oráče s koněm. Podobné výjevy, spojené s rolnickou prací, můžeme najít i na reliéfech mezi okny prvního a druhého podlaží. Boční fasády jsou vertikálně členěny systémem polosloupů nesoucích mohutnou římsu. Bosážový sokl, probíhající přes zvýšené přízemí po celém obvodu, je zakončen kordonovou římsou. Tvoří pevný podstavec pro třípatrový kubus muzea, který je svázán antikizujúcim systémem. Členění nábřežní fasády se dvěma bočními a monumentálním rizalitem ve středu harmonizuje s Rittnerovou Vládní budovou na opačném konci zastavěného bloku podél Dunajského nábřeží.
Hlavní vstup do budovy, zvýrazněný prostě řezaným granitovým portálem, vede přes masivní plochý portikus do čtvercové haly, která obsahuje několik symbolů novoantické architektury v různých pseudodórských sloupech v stylizovaném ornamentu perlovky a vejcovky. V prostorách zadního křídla byla původně zřízena kavárna "Múzeumka" v úrovni dvou podlaží. Ta se později využívala jako výstavní síň a depozitář, v současnosti slouží znovu původnímu záměru.
Přízemí tvoří výstavní prostory, centrální část jeho půdorysu obsahuje velkou přednáškový sál. Druhé a třetí podlaží poskytuje v 26 sálech instalační plochu pro stálé expozice. Na třetím patře se nachází knihovna. V prostorách pod sedlovou střechou se železobetonovou konstrukcí jsou umístěny depozitáře muzea.
Velký důraz je kladen na výzdobu interiéru - ve vstupních komunikačních prostorách jako i v prostoru kavárny architekt Harminc opakuje antické dekorativní články v souladu s vnější fasádou, především sloupy, polosloupy, trojúhelníkové štíty apod. Systém polosloupů a kanelovaných částí uplatnil i v návrzích mobiliáře.
Na této stavbě architekt dokonale vyjádřil schopnost umělecké tektonické výrazovosti. V projektu SNM se zaměřil jednoznačně na ztvárnění stánku kultury v přísném novoantickom duchu, oproštění od prvků jiných slohů. Budova je jedním z mála zachovaných projevů oficiální architektury dvacátých let na Slovensku.
Milan M. Harminc pracoval v roce 1938 i na projektu adaptace budovy na Slovenský parlament a v letech 1947-1948 vedl rekonstrukční práce kvůli silnému poškození při bombardování Bratislavy během druhé světové války.